# North Widcombe
North Widcombe – osada w Anglii, w hrabstwie Somerset, w dystrykcie (unitary authority) Bath and North East Somerset, w civil parish West Harptree. Leży 24 km od miasta Bath. W 1931 roku civil parish liczyła 50 mieszkańców.